# Palacio Legislativo de Michoacán

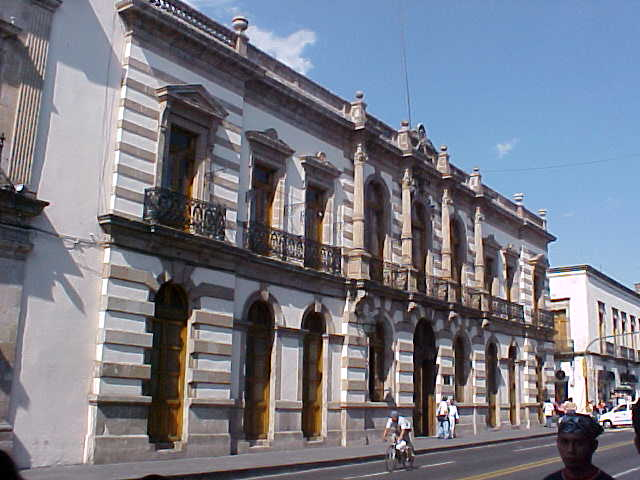
Palacio Legislativo de Michoacán.

El actual Palacio Legislativo de Michoacán, ubicado sobre la Av. Madero Oriente de la ciudad de Morelia, es una construcción del siglo XVIII que fue diseñada con una fuerte influencia francesa. Fue adquirido a fines de dicho siglo por el primer intendente de Valladolid, José María Anzorena. En el año de 1810, cuando las tropas insurgentes al mando de Miguel Hidalgo tomaron la ciudad en forma pacífica, en este recinto Hidalgo firmó el decreto para la abolición de la esclavitud en la Nueva España.
El recinto fue restaurado en 1897, cuando se le dio el aspecto actual y desde 1922 es sede de las oficinas de la Cámara de Diputados del Estado de Michoacán de Ocampo.
- Datos: Q6057709
- Multimedia: Palacio Legislativo, Michoacán / Q6057709